# Setantops persimilis
Setantops persimilis är en stekelart som först beskrevs av Gyöö Viktor Szépligeti 1908.  Setantops persimilis ingår i släktet Setantops och familjen brokparasitsteklar. Inga underarter finns listade i Catalogue of Life.